# Krzywa Beveridge’a

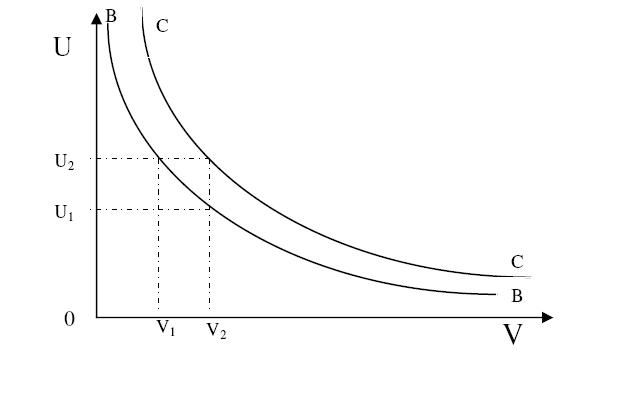
Przykładowe krzywe Beveridge'a.
V – wolne miejsca pracy (wakaty; ang. Vacancies)
U – bezrobocie (ang. Unemployment)

Krzywa Beveridge'a – krzywa wyrażająca odwrotną zależność między wakatami a wielkością bezrobocia. Wzrostowi stopy bezrobocia w okresie recesji towarzyszy spadek stopy wolnych miejsc pracy i odwrotnie. Nazwa pochodzi od nazwiska brytyjskiego ekonomisty Williama Beveridge'a, który opisał tę zależność w latach 40. XX wieku.